# Wilki (ładownia kolejowa)
Wilki – zlikwidowana ładownia kolejowa w Szparkach na linii kolejowej Pisz – Kolno, w powiecie piskim, w województwie warmińsko-mazurskim, w Polsce.